# Kunigunde
Kunigunde van de Ardennen (ca 890-ca 940) was de moeder van Siegfried, de stichter van Luxemburg, en van Adalbero I, bisschop van Metz, en was getrouwd met paltsgraaf Wigerik van Lotharingen. Kunigunde was hoogstwaarschijnlijk een dochter van 'Irmintrud' en een man wiens naam niet met zekerheid bekend is, mogelijk Reinier I van Henegouwen. Wel is zeker dat haar moeder een zus was van de Franse koning Karel de Eenvoudige. Beiden waren kinderen van Lodewijk de Stamelaar, wiens grootvader, Lodewijk de Vrome, een kind van Karel de Grote was. Hierdoor was het eerste Luxemburgse huis, dat gesticht werd door Kunigundes zoon Siegfried, nauw verwant aan Karel de Grote. Kunigunde hertrouwde met Richwin van Verdun, zoon van Giselbert I van Maasgouw. 
Wigerik en Kunigunde kregen de volgende kinderen:
- Frederik van de Ardennen (* 912, 17 juni 978), eerste graaf van Bar en in 959 hertog van Opper-Lotharingen
- Adalbero van de Ardennen, bisschop van Metz 929-962 (reeds vermeld ca.911/915, † 26 april 962)
- Giselbert van de Ardennen, graaf in de Ardennengouw
- Siegebert (ovl. na 947)
- Gozelo van de Ardennen, graaf in de Bitgouw († 19 april 942); ∞ 930 Uda van Metz (* 905, † 10 april 963), dochter van graaf Gerhard I (Matfrieden)
- Liutgarde (vermeld 8 april 960, naar men aanneemt eerst gehuwd met Adalbert († 944), graaf van Metz (Matfrieden) en vervolgens met Eberhard, graaf van Egisheim († 972/973))
- mogelijk Siegfried van Luxemburg (* 915/917, † 26 oktober 997), eerste graaf van Luxemburg, graaf in de Moezelgouw
- mogelijk Hendrik (vermeld 970). Wellicht zoon van een andere Wigerik, zoon van Roric (cit.909), die betuigd wordt in het gezagsgebied van graaf Wigerik (Bitgouw).